# 236463 Bretecher
236463 Bretecher este o planetă minoră (asteroid) din centura de asteroizi. A fost descoperită pe 18 martie 2006 la Nogales de Jean-Claude Merlin⁠(d). 
Obiectul prezintă o orbită caracterizată de o semiaxă mare de 2,5420403835626 UAi, o excentricitate de 0,08, o înclinație de 2,5 ° în raport cu ecliptica.